# Okręg (Petite-Pologne)
Pour les articles homonymes, voir Okręg.
Okręg est une localité polonaise de la gmina de Gręboszów, située dans le powiat de Dąbrowa en voïvodie de Petite-Pologne.